# Feldeggweg 3, 5

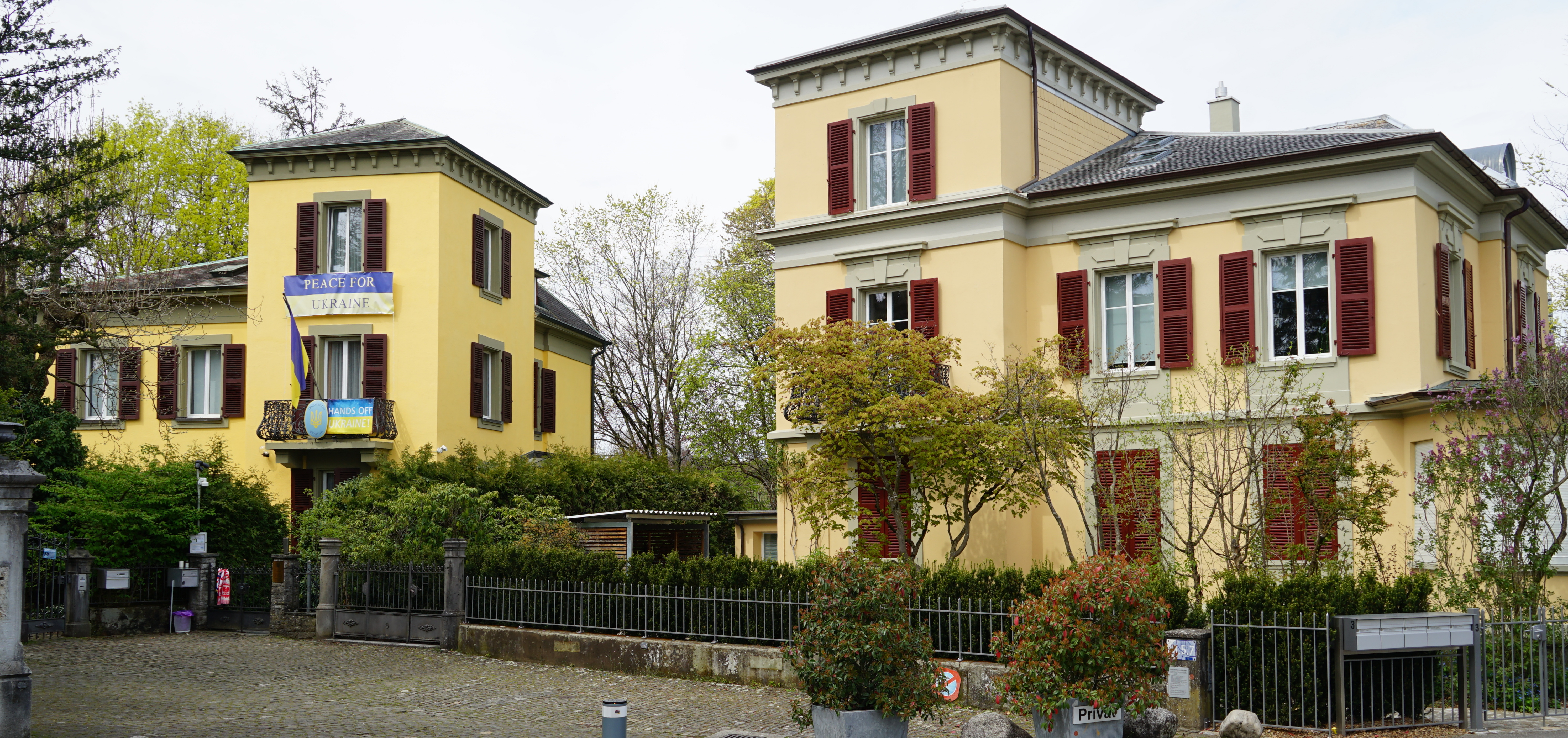
Strassenseitige Ansicht, 2023

Die Wohnhäuser Feldeggweg 3 und 5 sind zwei Gebäude im toskanischen Landhausstil in der Schweizer Stadt Bern. Sie wurden 1887 errichtet und sind im Bauinventar der Stadt als «schützenswert» verzeichnet. Nummer «5» ist Sitz der Ukrainischen Botschaft in der Schweiz.

## Lage
Die Liegenschaften «Feldeggweg 3» und «Feldeggweg 5» liegen westlich des Helvetiaplatzes unmittelbar an der Hangkante über dem Schwellenmätteli. Sie gehören zur von Villen und anspruchsvollen Mietshäusern geprägten Baugruppe «Kirchenfeld» im Quartier Unteres Kirchenfeld/Dalmazi. Die südlich benachbarte Villa in der «Feldeggweg 7» wurde 1885 wohl von Horace Edouard Davinet im Neurenaissancestil entworfen. Das östlich anschliessende Gebäude «Feldeggweg 1» wurde ebenfalls von Davinet entworfen. In ihm wurde 1884 das Hotel und Restaurant «Du Pont» eröffnet. Es musste 1920 wieder schliessen und wurde seitdem wiederholt und weitgehend umgebaut. Es ist heute das Bürogebäude des Eidgenössischen Datenschutz- und Öffentlichkeitsbeauftragten (EDÖB). Die beiden Häuser liegen seit 1930 in der Blickachse zwischen der 1926 erbauten neuklassizistischen «Kirche der Christlichen Wissenschaft» und dem 1934 fertiggestellten Alpinen Museum der Schweiz im Stil des Neuen Bauens.

## Geschichte
Die Erschliessung des etwa 80 Hektar grossen Kirchen- und Lindenfelds begann 1881 mit dem Bau der Kirchenfeldbrücke durch die Berne-Land-Company in London. Ein Wohnquartier für das wohlhabende Bürgertum sollte entstehen, jedoch verlief der «Verkauf von Bauparzellen mehr als schleppend». Um den Absatz zu fördern, wurde die Berner Kirchenfeld-Baugesellschaft gegründet. Sie schrieb einen Architekturwettbewerb für Villen aus, erstellte schlüsselfertige Villen und suchte Käufer für diese. Hauptarchitekt der Baugesellschaft wurde Eugen Stettler, der Bauten im Stil der italienischen Renaissance entwarf. Eduard von Rodt und Henry B. von Fischer entwarfen ebenfalls Gebäude im Stil des Historismus. Davinet gilt als Schöpfer des Quartierplans.
Bauherr beider Häuser war der ortsansässige Kaufmann Kaspar Streuli. Der Name des Architekten ist nicht überliefert. Die Nachbarvilla wurde für den Kaufmann E. Streuli-Dürig entworfen.
Die Schweiz erkannte die Unabhängigkeit der Ukraine am 23. Dezember 1991 an. Die diplomatischen Beziehungen wurden am 6. Februar 1992 aufgenommen und die Botschaft im Februar 1993 eröffnet.

## Beschreibung

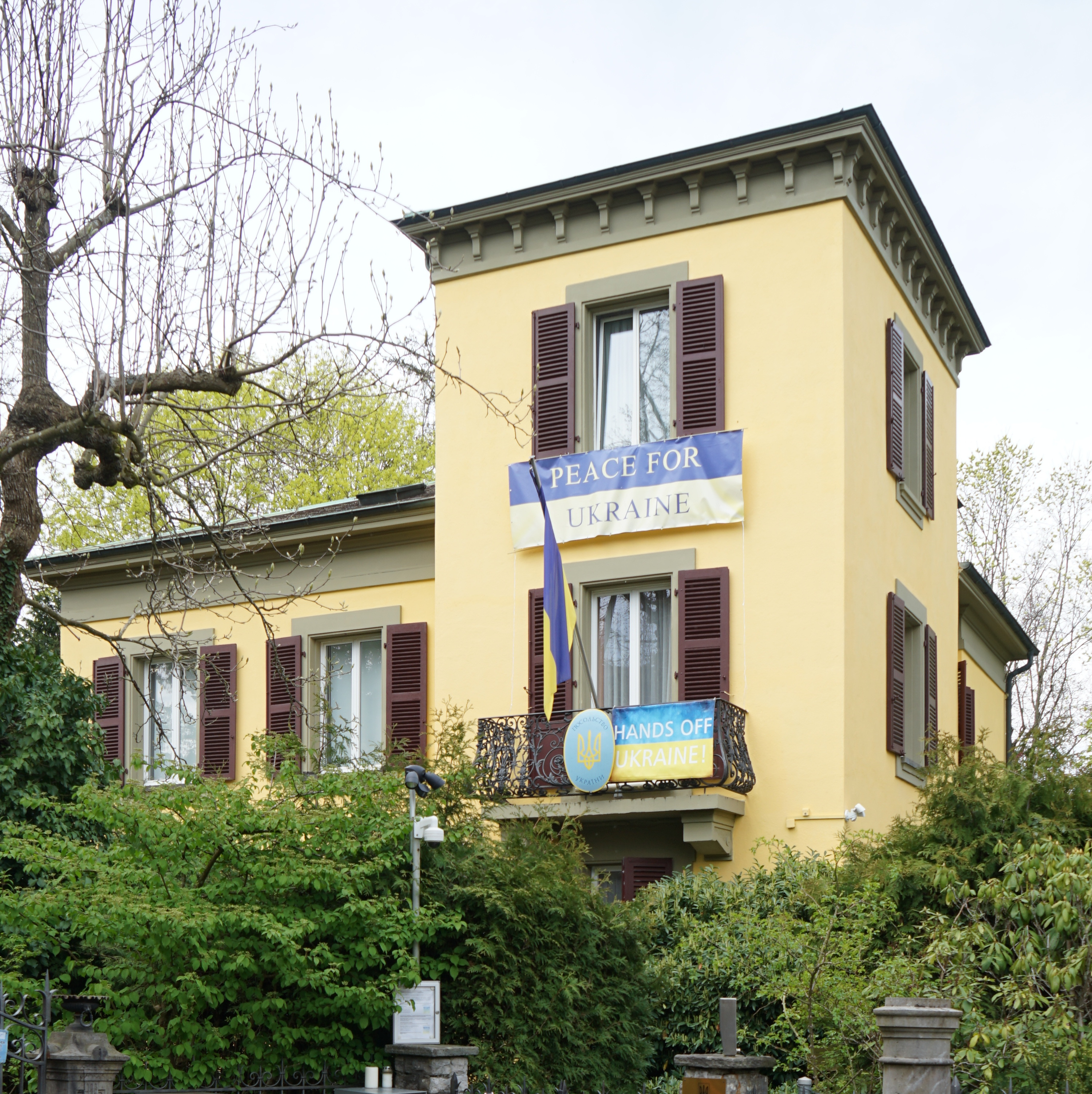
Ansicht des Botschaftsgebäudes, 2023

Das Ensemble der beiden Mehrfamilienhäuser ist symmetrisch komponiert. Sie wurden im toskanischen Landhausstil entworfen und haben entsprechend flach geneigte Walmdächer, hohe Fenster und Konsolgesimse an den einander gegenüberliegenden Türmen. Diese sind leicht vorgestellt, quadratisch und dreigeschossige. Südseitig tragen sie jeweils einen neubarocken Gusseisenbalkon. Die Fassaden der zweigeschossigen Putzbauten sind mit Gesimsen, Konsolen und Fenstereinfassungen aus Sandstein gegliedert. Die Südseiten zeigen jeweils drei Achsen. Die Fenster haben jeweils Läden, ihre Teilung wurde beim Botschaftsgebäude entfernt, im Nachbargebäude vereinfacht. Hangseitig sind zweigeschossige Türme etwas weiter vorgestellt. Die Turmaufsätze wurden bei beiden Häusern entfernt und die Lukarnen verändert.
Die heutige Botschaft erfuhr 1968 eine «Purifizierung» (Stilbereinigung) durch umfassende Entfernung der Gliederung. Der Eindruck des Baukörpers ist verändert, da Gesimse entfernt und die Fenstereinfassungen vereinfacht wurden. Der Wintergarten am Nachbarhaus wurde durch einen grösseren ersetzt.
Zur Zeit ihrer Erbauung standen die Häuser an der Nordwestecke des parkartig angelegten Helvetiaplatzes. Sie stehen nicht in einer Flucht, sondern sind leicht zueinander gedreht. Gemeinsam mit der Nachbarvilla ist ihnen ein abgerundeter, gepflasterter Vorplatz vorgelagert. Im erweiterten Umfeld des Helvetiaplatzes sind sie heute noch ein «wesentlicher Bestandteil der städtebaulichen Struktur».

## Belege
1. 1 2  Feldeggweg 7, 7A im Berner Bauinventar. PDF, 1,34 MB, abgerufen am 13. April 2024.
2. ↑  Burgerbibliothek Bern: Hotel Du Pont 1895. Abgerufen am 13. April 2024.
3. ↑  Helvetiaplatz 6 im Berner Bauinventar. PDF, 1,34 MB, abgerufen am 13. April 2024.
4. ↑  Quartiergeschichte Kirchenfeld-Brunnadern im Berner Bauinventar, S. 4–6. PDF, 6,99 MB, abgerufen am 21. Juli 2023.
5. ↑   Baugruppe Kirchenfeld im Berner Bauinventar. PDF, abgerufen am 13. April 2024.
6. 1 2 3 4  Feldeggweg 3, 5 im Berner Bauinventar. PDF, 1,09 MB, abgerufen am 13. April 2024.
7. ↑  Ukrainische Botschaft: Politische Beziehungen zwischen der Ukraine und der Schweiz. (abgerufen am 15. April 2024)
8. ↑  Ukrainische Botschaft: Aus der Geschichte der Botschaft. (abgerufen am 15. April 2024)
9. ↑  Siehe die historischen Fotografien unter den Weblinks.

Koordinaten: 46° 56′ 38,4″ N, 7° 26′ 50,1″ O; CH1903: 600656 / 199213